# Thomson Point
Der Thomson Point ist eine Landspitze an der Nordküste von Laurie Island im Archipel der Südlichen Orkneyinseln. Es liegt auf der Ostseite der Pirie-Halbinsel und 2,7 km südöstlich des Kap Mabel. Gemeinsam mit dem östlich gelegenen Kap Geddes an der Nordspitze der Ferguslie-Halbinsel begrenzt er die Einfahrt zur Browns Bay.
Teilnehmer der Scottish National Antarctic Expedition (1902–1904) kartierten die Landspitze im Jahr 1903. Expeditionsleiter William Speirs Bruce benannte sie nach dem schottischen Naturhistoriker John Arthur Thomson (1861–1933) von der University of Aberdeen.